# 17815 Kulawik
17815 Kulawik è un asteroide della fascia principale. Scoperto nel 1998, presenta un'orbita caratterizzata da un semiasse maggiore pari a 2,3769462 UA e da un'eccentricità di 0,0918121, inclinata di 5,95100° rispetto all'eclittica.